# Monoko Zohi
Monoko Zohi est une localité de l'ouest de la Côte d'Ivoire et appartenant au département de Vavoua, dans la Région du Haut-Sassandra. La localité de Monoko Zohi est un chef-lieu de commune.
Le village a connu un massacre de 120 civils non armés par les forces gouvernementales en décembre 2002.